# Siphona ngricans
Siphona ngricans là một loài ruồi trong họ Tachinidae.